# Ashgal
Ashgal (nom tuareg de Panicum laetum) és una planta gramínia originària de Mauritània, Senegal i Gàmbia fins al sud del Sàhara, el Sahel africà i Eritrea, també es troba a Tanzània. Es troba en sòls humits temporalment i no és tolerant a la secada.

## Morfologia
Planta anual erecta d'uns 75 cm d'alt de fulles alternades simples i enteres. Inflorescència en panícula ovoide de 6 a 20 cm de llarg. Els fruits són cariòpsides groguenques el·lipsoidals d'1,5 a 2 mm de llarg.

## Usos
Forma part de les herbes kreb que es recullen silvestres al Sahel per a ser consumides de forma regular o especialment en temps de fam. És molt apreciada i s'utilitza com un cereal. També és un farratge.